# Tropas paracaidistas de la Armada Imperial Japonesa
La Armada Imperial Japonesa desplegó tropas paracaidistas durante la Segunda Guerra Mundial. Las tropas formaron parte oficialmente de las Fuerzas Navales Especiales Japonesas (FNEJ o Rikusentai). Ellos vinieron del 1.ª, 2.ª y 3.ª FNEJ de Yokosuka. La 2.ª de Yokosuka no participó en ninguna operación aérea y se convirtió en una unidad de base defensiva de la isla. Estaban bajo el control operacional del Servicio Aéreo de la Armada Imperial Japonesa (SAAIJ o Dai-Nippon Teikoku Kaigun Koku Hombu). Los paracaidistas Rikusentai no deben confundirse con los paracaidistas del Ejército Imperial Japonés, conocidos como Teishin.
Las unidades Rikusentai se agruparon en formaciones a nivel de batallón, llamadas así por los tres distritos navales, incluido Yokosuka. Las unidades de paracaidistas sólo se organizaron en la víspera de la guerra, a partir de septiembre de 1941. Las unidades de paracaidistas ligeramente armadas tenían la intención de asaltar áreas costeras, apoyar aterrizajes anfibios, o tomar aeropuertos y otros objetivos estratégicos. No estaban destinadas a enredarse en largas batallas terrestres. Sin embargo, su uso operacional resultaría ser contrario a esta doctrina.
Las tropas aerotransportadas de la FNEJ llevaban una insignia con un emblema de dos paracaídas abiertos, cruzados y un ancla, coronada con una pequeña flor.

## Formación y tácticas
La 1.ª FNEJ de Yokosuka (Fuerza Naval Especial Japonesa) se formó el 20 de septiembre de 1941, en el Distrito Naval de Yokosuka, alrededor de un batallón de 520 paracaidistas. La 2.ª de Yokosuka también se formó en el área del puerto de Yokosuka, el 15 de octubre de 1941, con 746 hombres y entrenada como tal, no tomó parte en ninguna operación aérea y se convirtió en una unidad de base defensiva de la isla. La 3.ª de Yokosuka se formó el 20 de noviembre de 1941, nuevamente en las instalaciones navales y consistió de 850 hombres. Esta unidad estuvo involucrada en la invasión del Timor Occidental Holandés como infantería aérea, partiendo una base aérea capturada en Kendari.
Los paracaidistas fueron dirigidos por oficiales de la Armada que se habían entrenado en la escuela de infantería del Ejército Imperial Japonés. Aunque el entrenamiento básico de los Rikusentai era diferente al del ejército japonés, los paracaidistas fueron entrenados en la base del ejército en la llanura de Kantō. Las armas ligeras fueron proporcionadas por el ejército; El material más pesado fue fabricado por la Armada. El primer salto de entrenamiento ocurrió el 16 de noviembre de 1941.
La Armada japonesa planeaba usar la fuerza de paracaidistas como una desviación, al coordinar el momento de un asalto a bordo del mar y la caída del paracaídas para crear la máxima sorpresa en el punto de contacto. Los paracaidistas Rikusentai aterrizarían tierra adentro desde playas donde se producirían asaltos anfibios importantes. En particular, se pretendía que los paracaidistas deshabilitarán los aeródromos, evitando que los aviones de combate enemigos interfirieran con los aterrizajes anfibios. Los paracaidistas ligeramente armados tendrían que atacar las defensas de la base aérea. Si tuvieran éxito, también permitiría a los japoneses usar el aeródromo para sus propios aviones de combate y sería comparable al uso del los Fallschirmjäger en la batalla de Creta, en mayo de 1941.

## Historial de operaciones
La 2.ª FNEJ de Yokosuka vio acción no como paracaidistas, sino como una fuerza de asalto anfibia en la campaña de Borneo, desde diciembre de 1941.
Dos compañías, con 849 paracaidistas, de la 1.ª FNEJ de Yokosuka, llevaron a cabo el primer salto aéreo de combate de Japón, durante la batalla de Menado, en las Indias Orientales Neerlandesas, el 11 de enero de 1942. Cuatro horas antes de los aterrizajes en el aire, La 1.ª FNEJ de Sasebo había llegado a tierra cerca del mar.
El 19 de febrero, 630 paracaidistas de la 3.ª de Yokosuka fueron derribados cerca de Kupang, en Timor Occidental, y sufrieron numerosas bajas en la batalla de Timor.
A mediados de 1942, la 1.ª FNEJ de Yokosuka regresó a su base naval homónima y lo que quedaba de la 3.ª de Yokosuka participó en desembarcos sin oposición en islas en la parte oriental del archipiélago de las Indias Orientales. La 3.ª de Yokosuka regresó a Japón a fines de octubre de 1942.

## Equipamiento

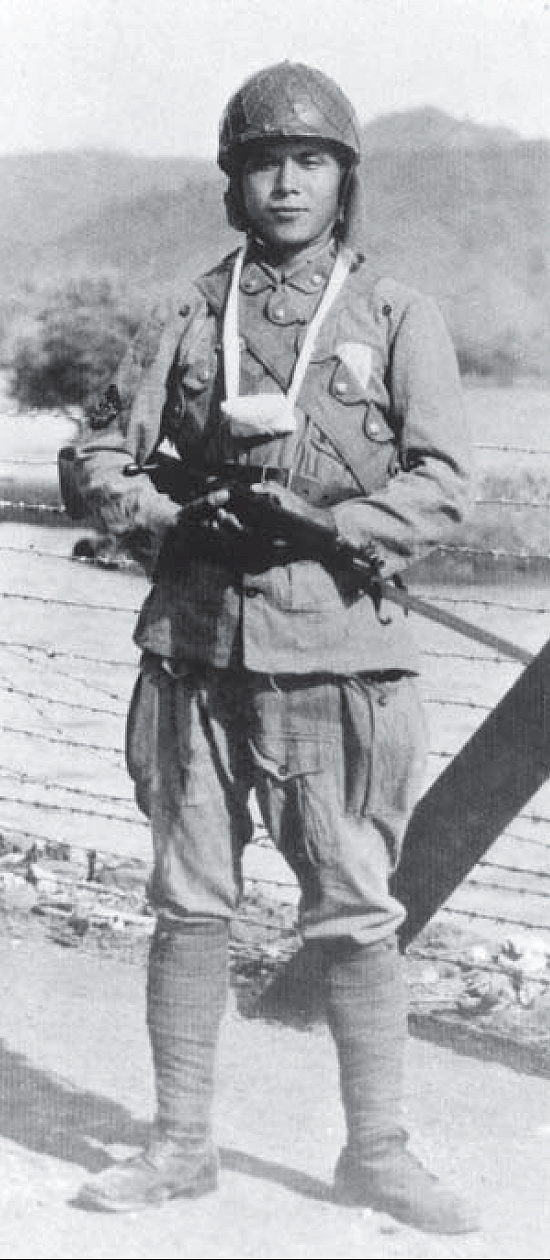
Paracaidista del EIJ vistiendo el uniforme de campo.

Muchas armas eran iguales a las unidades Teishin del ejército, pero algunas armas pesadas fueron proporcionadas por las reservas de la armada. Los aviones terrestres del SAAIJ (transportes, bombarderos pesados y barcos voladores) se utilizaron para entregar a los paracaidistas.

### Uniformes de paracaidistaRikusentai
El uniforme de la 1.ª y 2.ª FNEJ de Yokosuka, (para entrenamiento de paracaidistas y combates en tierra) y la 3.ª de Rikusentais en las batallas de Menado y Timor Occidental en 1942 fue el uniforme verde oscuro estándar con cinturones y arneses negros o marrones oscuro. Este uniforme estaba basado en el modelo alemán. Más tarde, fue reemplazado por dos tipos de uniformes verdes hechos de seda de paracaídas a prueba de roturas con bandoleras y bolsillos de carga incorporados, que estaban mejor diseñados que otros modelos de paracaidistas de la época. Este uniforme de dos piezas estaba hecho de 50% algodón/50% seda. La chaqueta hasta la cadera tenía dos diseños de bolsillo diferentes, uno tenía una pistolera de pistola en ángulo en el pecho derecho, un bolsillo para dos granadas en el pecho izquierdo y tres bolsillos más pequeños para municiones o granadas en cada lado de la falda. La segunda versión de la chaqueta tenía dos bolsillos en el pecho con pliegues y un bolsillo más pequeño con falda con pliegues. Los pantalones presentaban varias variaciones de bolsillos de cadera y carga. El arnés era similar al tapón de campo del EIJ pero con una pieza lateral y de cuello integral y una barbilla. El personal también llevaba botas altas de cuero marrón con cordones, así como guantes de cuero marrón.

### Equipamiento personal
El casco de cuero acolchado fue reemplazado posteriormente por uno de acero basado en el Tipo 3 de la AIJ pero con un borde cortado. La evidencia fotográfica sugiere que el Stahlhelm alemán fue en realidad enviado a las tropas de paracaídas japoneses. Llevaban equipo de infantería estándar con bandoleras de municiones adicionales. Dichas unidades usaron su insignia especial en el brazo derecho, una pequeña pancarta de Kyokujitsu-ki en el lado izquierdo y la insignia de la marina, el ancla blanca, en sus gorras y kepi, junto con botas negras y guantes. Más tarde, se usó un tipo de uniforme simplificado con el mismo color estándar de la FNEJ y con el mismo tipo de cinturones y arnés.
A veces, se llevaba un chaleco salvavidas sobre el uniforme para transportar cartuchos y granadas de mano. La pistola o revólver Nambu estándar y un cuchillo estaban en el cinturón o en la bota.

### Paracaídas y arnés
El primer paracaídas militar japonés diseñado específicamente fue el Tipo 01 de 1941, similar a la versión alemana RZ, que tiene más en común con el paracaídas italiano de la serie D-30, con un diámetro de techo de 8,5 metros en una forma hemisférica pronunciada con rodapiés un orificio de ventilación para un vuelo estable.
El arnés se modificó en el Tipo 03 posterior dejando fuera las redes de elevación, y las líneas de aparejo se llevaron a un solo punto conectado a un gran anillo en "D" de acero detrás del cuello de los paracaidistas para un aterrizaje controlado más erguido.
El método japonés de abrir el paracaídas plegado y empaquetado mediante una línea estática era, por razones de seguridad, peligroso y propenso a fallar. Cada paracaidista también llevaba una mochila con un paracaídas de reserva de 7,3 metros, y el programa básico de entrenamiento de paracaidistas navales japoneses requería saltos entre 90 y 150 m, lo que no daría mucho tiempo para desplegar el paracaídas de emergencia, o incluso retrasar el despliegue del dosel principal.

### Aeronaves
- Nakajima L2D2 Rei Yosoh Tipo 00 "Tabby"
- Mitsubishi L4M1 (versión naval del Mitsubishi Ki-57 "Topsy")
- Mitsubishi G3M2/3 "Nell" bombardero medio basado en tierra
- Mitsubishi L3Y1/2-L (versión para transporte del Mitsubishi G3M)
- Mitsubishi G4M2 "Betty" bombardero medio basado en tierra
- Mitsubishi G6M1/2-L (versión para transporte del G4M1/2 Bomber)
- Mitsubishi K3M3-L "Pine"
- Nakajima G5N2-L Shinzan "Liz"
- Nakajima L1N1 (versión naval del Nakajima Ki-34 "Thora")
- Nakajima C2N1 (versión naval del Nakajima Ki-6)
- Kawanishi H6K2-L hidrocanoa
- Kawanishi H8K2-L "Emily" hidrocanoa
- Yokosuka H5Y1 "Cherry"
- Aichi H9A1

La Armada también ordenó el desarrollo de un planeador pesado experimental, el Yokosuka MXY5, para operaciones aerotransportadas, pero estos nunca se desarrollaron por completo.

### Armas ligeras
- Nambu Tipo 94
- Revólver Tipo 26
- Nambu Tipo 14
- Fusil TERA
- Fusil Tipo 99
- Bayonetas
- SIG M1920
- MP 34
- Subfusil Tipo 100
- Ametralladora ligera Tipo 96
- Ametralladora ligera Tipo 99
- Fusil antitanque Tipo 97
- Granada Tipo 91
- Lanzagranadas Tipo 89
- Lanzagranadas Tipo 91
- Mortero de Infantería Tipo 11 70 mm
- Mortero Tipo 99 81 mm
- Cañón de Infantería Tipo 11 37 mm

Había planes para equipar las unidades de paracaidistas con tanques ligeros como el Tipo 95 Ha-Go, para operar como unidades navales blindadas aerotransportadas, pero esto no se llegó a implementar.

## Comandantes de operaciones
- Comandante Toyoaki Horiuchi: lideró el 1.º FNEJ Yokosuka (519 hombres en dos oleadas) en la operación Menado.
- Teniente Comandante Koichi Fukumi: dirigió el 3.º FNEJ Yokosuka (630 soldados en dos oleadas) en la campaña de Timor Occidental.